# بابی جونز
بابی جونز (انگلیسی: Bobby Jones; ۱۷ مارس ۱۹۰۲ – ۱۸ دسامبر ۱۹۷۱) گلف‌باز و وکیل اهل ایالات متحده آمریکا بود. وی یکی از تاثیرگذارترین چهره‌های تاریخ ورزش گلف محسوب می‌شود. جونز باشگاه گلف ملی آگوستا را تأسیس کرد و به طراحی آن کمک کرد و تورنمنت مسترز را بنیان نهاد. نوآوری‌هایی که او در مسابقات مسترز معرفی کرد تقریباً توسط تمام مسابقات گلف حرفه ای در جهان کپی شده است.